# Порос (мифология)
Порос (Пор, др.-греч. Πόρος) — божество в древнегреческой мифологии, символизрующее изобилие, избыток. Упоминается у Алкмана, спартанское божество, отец Текмора. У Платона Порос — сын Метиды, от которого Пения (бедность) рождает Эрота.